# Tinthia cuprealis
Tinthia cuprealis is een vlinder uit de familie wespvlinders (Sesiidae), onderfamilie Tinthiinae.
Tinthia cuprealis is voor het eerst wetenschappelijk beschreven door Moore in 1877. De soort komt voor in het Oriëntaals gebied.